# ماجدة رعد
ماجدة رعد (5 سبتمبر 1942 - 3 يناير 2025) (ولدت باسم مارغريتا إنغا إليزابيث ليند)، ناشطة اجتماعية سويدية وأميرة أردنية بزواجها من الأمير رعد بن زيد حفيد الشريف الحسين بن علي وكبير أمناء البلاط الملكي في الأردن.

## نشأتها
وُلدت مارغريتا إنغا إليزابيث ليند في 5 سبتمبر 1942 في مدينة أربوغا، لوالدين هما سفين جوستاف ليند وكارين إنغا بيرجيتا غونلاوج جرونوال. تنحدر مارغريتا (من جهة والدتها) من نسل غير شرعي لعائلة فاسا الملكية عبر الملك تشارلز الحادي عشر ملك السويد. نشأت مارغريتا في مدينة سودرتاليا. تلقت تعليمها في مدرسة كولين ليكلير الثانوية.

## أعمالها الإنسانية والخيرية
في عام 1971، أسست الأميرة ماجدة رعد جمعية الحسين وتشغل منصب رئيسة الجمعية. من عام 1985 إلى عام 1986، شغلت منصب رئيس مجلس كلية العلاج المهني وعملت في رعاية المرضى العصبيين من عام 1986 حتى عام 1996. وقد شغلت منصب رئيسة السيدات الإسكندنافيتيات في عمان منذ عام 1985 ورئيسة جمعية الصداقة الأردنية السويدية منذ عام 1986. في عام 1987 أصبحت عضوًا في نادي فيلادلفيا إنر ويل. في عام 1988 ساعدت في تأسيس الجمعية الوطنية للمحافظة على البترا. عملت مديرة لمؤسسة بانداك في عام 1998.
في ديسمبر 2014، كانت الأميرة ماجدة رعد وزوجها من رعاة سفارة أوكرانيا في سوق عيد الميلاد الخيرية السنوي في الأردن. في أكتوبر 2015، شاركت الأميرة ماجدة رعد وزوجها في حملة تنظيف للغابة الاسكندنافية في عين الباشا.

## حياتها الخاصة
في 30 يونيو عام 1963، تزوجت من الأمير رعد بن زيد وهو أمير أردني من العائلة الهاشمية، في حفل مدني في سودرتاليا، واحتفلا دينيا في قصر رغدان في عمان في 5 أغسطس. أنجبا خمسة أبناء:
- زيد بن رعد[12] (26 يناير 1964-).
- مرعد بن رعد (11 يونيو 1965-).
- فراس بن رعد (12 أكتوبر 1969-)
- فيصل بن رعد (6 مارس 1975-).
- فخر النساء بنت رعد (11 يناير 1981-)

في عام 1970، خلف زوجها أباه في المطالبة بعرش العراق وسوريا السابق.

## وفاتها
توفيت يوم الجمعة 3 يناير 2025 عن اثنين وثمانين عامًا ودفنت في المقابر الملكية.